# Amar pelos dois

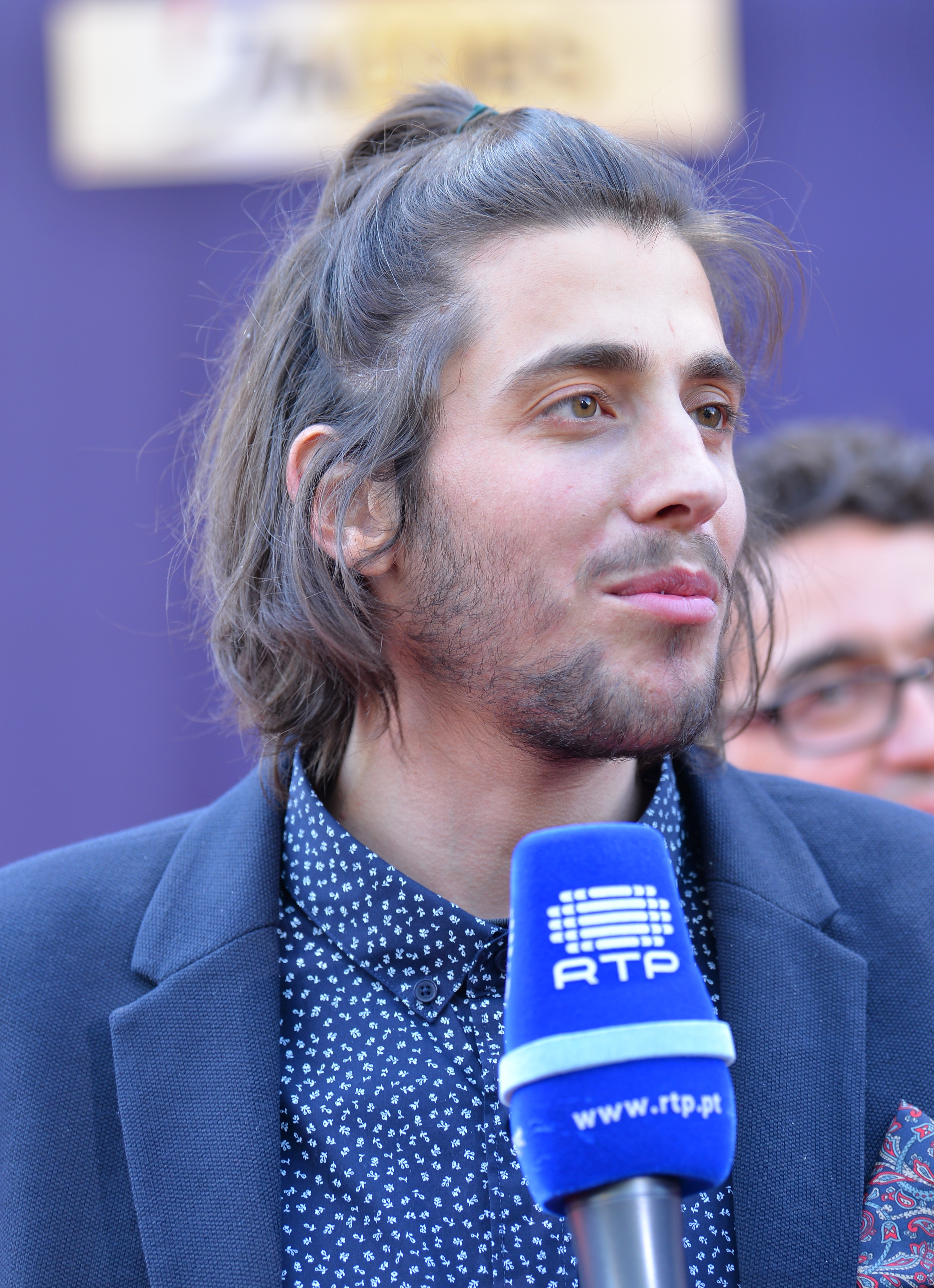
Salvador Sobral, intérprete de la canción.

«Amar pelos dois» —[a.ˈmar ˈpe.luʃ ˈdojʃ]; en español: «Amar por los dos»— es una canción compuesta por Luísa Sobral e interpretada en portugués por Salvador Sobral. Se lanzó como descarga digital el 10 de marzo de 2017 mediante Sons em Trânsito. Fue elegida para representar a Portugal en el Festival de la Canción de Eurovisión de 2017 tras ganar el Festival RTP da Canção 2017 el 5 de marzo de 2017, y se proclamó ganadora de esa edición.

## Composición
«Amar pelos dois» fue escrita y producida por Luísa Sobral, hermana de Salvador Sobral. «Amar pelos dois» es una composición de jazz en ritmo ternario con una duración de 3 minutos y 5 segundos, y un tempo de 92 pulsaciones por minuto. Su instrumentación se basa en cuerda y piano sin voces de apoyo. Salvador Sobral declaró que «Amar pelos dois» está "influenciada por aquellas viejas canciones del gran cancionero estadounidense, y tiene también un toque de las bellas melodías de la bossa nova". En cuanto a la letra, la canción habla de un amor perdido y de la continua búsqueda para encontrarlo. Sobral lo describe como "una canción de amor, una triste".

## Festival de Eurovisión

### Festival RTP da Canção 2017
Luísa Sobral fue anunciada como una de las compositoras seleccionadas para participar en el Festival RTP da Canção 2017, la preselección nacional portuguesa para el Festival de Eurovisión, el 5 de diciembre de 2016. El 18 de enero de 2017, su hermano Salvador Sobral fue anunciado como intérprete de su composición, titulada «Amar pelos dois». Sobral compitió en la primera semifinal, celebrada el 19 de febrero, clasificándose en segundo lugar tras ganar la votación del jurado y siendo tercero en el televoto. En la final nacional, celebrada el 5 de marzo, ganó la votación del jurado y fue segundo con el televoto, consiguiendo puntos suficientes para ganar la competición y representar a Portugal en el Festival de Eurovisión 2017.

### Festival de la Canción de Eurovisión 2017
Esta fue la representación portuguesa en el Festival de Eurovisión 2017 celebrado en Kiev, Ucrania, interpretada por Salvador Sobral.
El 31 de enero de 2017 se organizó un sorteo de asignación en el que se colocaba a cada país en una de las dos semifinales, además de decidir en qué mitad del certamen actuarían. Como resultado, la canción fue interpretada en noveno lugar durante la primera semifinal, celebrada el 9 de mayo de 2017. Fue precedida por Azerbaiyán con Dihaj interpretando «Skeletons» y seguida por Grecia con Demy interpretando «This Is Love». La canción fue anunciada entre los diez temas elegidos para pasar a la final, y por lo tanto se clasificó para competir en esta. Más tarde se reveló que el país había quedado en primer puesto con 370 puntos.
El tema fue interpretado más tarde durante la final el 13 de mayo, precedido por Dinamarca con Anja Nissen interpretando «Where I Am» y seguido por Azerbaiyán con Dihaj interpretando «Skeletons». Al final de las votaciones, la canción había recibido 758 puntos (382 del jurado y 376 del televoto), y se declaró ganadora del festival.

## Formatos
| Descarga digital |                   |          |  |
| N.º              | Título            | Duración |  |
| 1.               | «Amar pelos dois» | 3:05     |  |

## Historial de lanzamiento
| Región  | Fecha               | Formato          | Discográfica     | Ref.  |
| ------- | ------------------- | ---------------- | ---------------- | ----- |
| Mundial | 10 de marzo de 2017 | Descarga digital | Sons em Trânsito | [ 1 ] |